# Герб Медвежьегорска
Герб Медвежьегорска — официальный символ города Медвежьегорска, Медвежьегорского городского поселения Республики Карелия. Утверждён решением 30-й сессии первого созыва Совета Медвежьегорского городского поселения 25 июня 2008 года.

## История герба
С советских времён и до 2008 года герб Медвежьегорска представлял собой слово «МЕДВЕЖЬЕГОРСК» на карельском языке и зелёно-жёлтую букву «М». Также был герб со словом «МЕДВЕЖЬЕГОРСК» на русском языке. История города (недоступная ссылка)

## Описание
Герб города Медвежьегорска представляет собой прямоугольный щит синего цвета. В лазоревом поле на лазорево чешуевидно-вогнутой оконечности возникающая по сторонам пологая серебряная гора, обременённая стоящим на четырех лапах черным медведем. Медведь обращён налево. По краям щита, внутри, с правой стороны изображена сосна, с левой — ель жёлтого цвета.